# Team Shanghai Alice
Team Shanghai Alice (яп. 上海アリス幻樂団 Сянхай Арису Гэнгакудан) — японская компания, созданная в 2002 году, разработчик компьютерных игр. Основное направление — «маниакальные» скролл-шутеры, в частности серия игр «Touhou Project».
Официально состоит из одного человека, известного под псевдонимом ZUN.

## Продукция

### Игры
- The Embodiment of Scarlet Devil (東方紅魔郷, 2002)
- Perfect Cherry Blossom (東方妖々夢, 2003)
- Imperishable Night (東方永夜抄, 2004)
- Immaterial and Missing Power (東方萃夢想, 2004) — разработка совместно с Twilight Frontier
- Phantasmagoria of Flower View (東方花映塚, 2005)
- Shoot the Bullet (東方文花帖, 2005)
- Mountain of Faith (東方風神錄, 2007)
- Scarlet Weather Rhapsody (東方緋想天, 2008) — разработка совместно с Twilight Frontier
- Subterranean Animism (東方地霊殿, 2008)
- Undefined Fantastic Object (東方星蓮船, 2009)
- Touhou Hisoutensoku (東方非想天則, 2009) — разработка совместно с Twilight Frontier
- Double Spoiler (ダブルスポイラー　～ 東方文花帖, 2010)
- Fairy Wars (妖精大戦争　～ 東方三月精, 2010)
- Ten Desires (東方神霊廟, 2011)
- Hopeless Masquerade (東方心綺楼, 2013) — разработка совместно с Twilight Frontier
- Double Dealing Character (東方輝針城, 2013)
- Impossible Spell Card (弾幕アマノジャク, 2014)
- Urban Legend in Limbo (東方深秘録, 2015) — разработка совместно с Twilight Frontier
- Legacy of Lunatic Kingdom (東方紺珠伝, 2015)
- Antinomy of Common Flowers (東方憑依華, 2017 (2018 в Steam)) — разработка совместно с Twilight Frontier
- Hidden Star in Four Seasons (東方天空璋, 2017)
- Violet Detector (秘封ナイトメアダイアリ, 2018)
- Wily Beast and Weakest Creature (東方鬼形獣, 2019)
- Unconnected Marketeers (東方虹龍洞, 2021)
- Unfinished Dream of All Living Ghost (東方獣王園, 2023)

### Музыка
Диски включают в себя как оригинальную музыку, сочинённую ZUN’ом, так и ремиксы музыкальных тем из «Touhou Project».
- Dolls in Pseudo Paradise (蓬莱人形, 2002)
- Ghostly Field Club (蓮台野夜行, 2003)
- Changeability of Strange Dream (夢違科学世紀, 2004)
- Gensōkyoku Bassui (幻想曲抜萃, 2005) — совместно с Twilight Frontier
- Akyu’s Untouched Score vol.1 (幺樂団の歴史１, 2006)
- Retrospective 53 minutes (卯酉東海道, 2006)
- Magical Astronomy (大空魔術, 2006)
- Akyu’s Untouched Score vol.2 (幺樂団の歴史２, 2006)
- Akyu’s Untouched Score vol.3 (幺樂団の歴史３, 2006)
- Akyu’s Untouched Score vol.4 (幺樂団の歴史４, 2007)
- Akyu’s Untouched Score vol.5 (幺樂団の歴史５, 2007)

### Печатные произведения
- Curiosities of Lotus Asia (東方香霖堂)
- Eastern and Little Nature Deity и Strange and Bright Nature Deity (東方三月精)
- Bohemian Archive in Japanese Red (東方文花帖)
- Perfect Memento in Strict Sense (東方求聞史紀)
- Touhou Bōgetsushō (東方儚月抄), состоящий из:
  - Silent Sinner in Blue
  - Cage in Lunatic Runagate
  - The Inaba of the Moon and the Inaba of the Earth (月のイナバと地上の因幡)

## Состав
Единственный официальный член компании, а также главный программист, дизайнер и композитор — ZUN. В своих ранних играх ZUN значится как Дзюнъя Ота (яп. 太田 順也) — предположительно, это его настоящее имя. Родился в деревне Хакуба, Нагано.
До создания Team Shanghai Alice ZUN состоял в додзин-кружке Amusement Makers и принял участие в создании следующих игр:
- Highly Responsive to Prayers (1996) — 1 часть Touhou Project
- Story of Eastern Wonderland (1997) — 2 часть Touhou Project
- Phantasmagoria of Dim.Dream (1997) — 3 часть Touhou Project
- Lotus Land Story (1998) — 4 часть Touhou Project
- Mystic Square (1998) — 5 часть Touhou Project
- Shuusou Gyoku (2000)
- Kioh! Gyoku (2001)
- Torte Magic — додзин-шутер для манги «10 Carat Torte!»

ZUN также работал в Taito Corporation и участвовал в создании:
- Greatest Striker (Playstation 2, 2000)
- Magic Pengel (Playstation 2, 2002)
- Bujingai (Playstation 2, 2003)
- Graffiti Kingdom (Playstation 2, 2004)
- EXIT (Playstation Portable, 2005)

## Факты
- ZUN использует синтезатор Roland SD-90 для написания музыки.[2]
- Первоначальной причиной создания игр послужило желание ZUN писать музыку для игр (VGM).[3]
- Отличительной особенностью его музыки является характерное нестандартное использование синтезированного звука труб. Фанатами этим трубам было дано название ZUNpets (ZUN-trumpets).[4]
- Аранжировки музыки, композитором которой является ZUN, исчисляются тысячами, а счёт исполнителей идёт на сотни.[5][6][7]